# Naceur Ktari
Mohamed Naceur Ktari (àrab: محمد الناصر القطاري, Muḥammad an-Nāṣir al-Qaṭārī) (Sayada, 17 de maig de 1943), conegut com Naceur Ktari, és un director de cinema tunisià.

## Biografia
Va estudiar a París —a l'IDHEC, al CLCF i a la Sorbonne— i després a Roma (Centro sperimentale di cinematografia).
A Itàlia, és becari als estudis Dino De Laurentiis. Aleshores va ser assistent de Roberto Rossellini a Atti degli apostoli (1968) i de Dino Risi a Il giovane normale (1969). De tornada a Tunísia, va treballar per a Télévision tunisienne 1 i per a SATPEC.
Va dirigir diversos curtmetratges —Show 5000 (1968) i Prenons la ville (1973)— abans de rodar Les Ambassadeurs (السفراء),el seu primer llargmetratge, el 1975, que va guanyar el Tanit d'or al Festival de Cinema de Cartago (JCC) el 1976. També va ser el primer assistent de direcció de A la recerca de l'arca perduda (1981), pel·lícula de Steven Spielberg parcialment rodada a Tunísia.
El 1999 va fer un documental sobre el Parc Nacional d'Ichkeul. Va haver d'esperar vint-i-cinc anys abans de dirigir el seu segon llargmetratge, Sois mon amie (حلو و مر), que va guanyar el Tanit de Bronze al Festival de Cartago l'any 2000.

## Filmografia
- 1968: Show 5000
- 1973: Prenons la ville
- 1975: Les Ambassadeurs
- 1981: Bonne fête
- 1985: JTC
- 1985: Tihi wa aziko
- 1988: Festival des arts populaires
- 1996: Manoubia
- 1999: Parc national de l'Ichkeul
- 2000: Sois mon amie